# Сметна палата на Русия
Сметната палата на Руската федерация е независим орган за външен одит към Федералното събрание на Русия. Осъществява финансовия контрол върху публичните финанси в Руската федерация.
Днешната Сметна палата на Руската федерация е правоприемник на създадената като неин прототип Камер-колегия с указ на първия император на Русия - Петър Велики. Основана е през 1718 г. До онзи момент по отношение на държавната хазна и фиск на руските царе е имало бъркотия. Идеолог и инициатор за учредяването на този пръв в историята на Русия такъв държавен орган е Пьотр Лукич Аксьонов. Той е и първия който през бюджетната и финансова 1719 година съставя държавните ведомости за отчета за паричните приходи и разходи към и от държавната хазна, давайки на първия руски император седмични отчети за движението на сумите по пера, според докладите, които постъпват в Камер-колегията. Освен това, Пьотр Лукич въвежда и единна форма за отчетност пред Камер-колегията, назначава комисари по тази отчетност, които да обучат по места служители по и за осъществяване на този пръв държавен финансов контрол в историята на Русия.
През 1725 г., Руския сенат определя Пьотр Лукич за камерир, а през 1731 г. и за секретар на Камер-колегията.
Според конституцията на Руската федерация, Сметната ѝ палата е постоянно действащ орган за осъществяване на финансов контрол, чийто персонален състав се определя от Федералното събрание, и се отчита пред него. Същевременно тя е организационно и функционално независима при осъществяване на правомощията си. По този конституционния ѝ статут е на държавно структурно звено извън законодателната, изпълнителната или съдебната власт.
Председателят на палатата и половината (шест одитори) от състава ѝ се избират от Държавната Дума, а заместник-председателя ѝ и другата половина (шест одитори) – от Съвета на федерацията (горната камера на Руския парламент). Към съставът ѝ има организационни колегии и апарат. Апаратът ѝ включва инспектори и служители (които пряко организират и провеждат финансовия контрол), както и друг обслужващ дейността на Палатата помощен персонал.
Съставът на Сметната палата на Русия включва нейния председател, заместник-председател и 12-те одитори в нея, назначавани за срок от 6 години. Председател на Сметната палата към 2011 г. е Сергей Степашин, а заместник-председател - Валерий Горегляд. Ръководител на апарата на Сметната палата на Русия е Сергей Шахрай.